# Полібутадієну акрилонітрил
Полібутадієну акрилонітрил (англ. Polybutadiene acrylonitrile, PBAN), сополімер також відомий як терполімер полібутадієну — акрилової кислоти — акрилонітрилу — це сополімерна сполука, яка найчастіше використовується як паливо для ракетного палива, змішане з окислювачем перхлорату амонію. Це сполучний склад, який широко використовувався на великих прискорювачах 1960–1970-х років (наприклад, «Титан III» і Спейс Шаттл).
Полібутадієнакрилонітрил також іноді використовується аматорами через простоту, дуже низьку вартість і меншу токсичність, ніж більш поширений полібутадієн із кінцевими гідроксильними групами (HTPB). HTPB використовує ізоціанати для затвердіння, які мають відносно швидкий час затвердіння; однак вони також загалом токсичні. Палива на основі PBAN також мають дещо вищу продуктивність, ніж палива на основі HTPB. PBAN зазвичай затвердіває з додаванням епоксидної смоли, для якої потрібно кілька днів при підвищених температурах.

## Використання
PBAN мав використовуватися в програмі Сузір'я, яку пізніше скасували, оскільки цей сополімер мав використовуватися на першому ступені ракети Ares I у п'яти сегментах. Проте майбутні версії Ares I обговорювалися з використанням рідкого палива як потенційної альтернативи. Зараз PBAN використовується у твердотільних ракетних прискорювачах на ракеті SLS.